# Gäddtjärnarna (Sorsele socken, Lappland, 726792-153891)
Gäddtjärnarna är en sjö i Sorsele kommun i Lappland och ingår i Umeälvens huvudavrinningsområde.
Gäddtjärnarna ligger i Vindelfjällen Natura 2000-område.